# Kállay Ödön (jegyző)
Kállay Ödön (Komárom, 1879. október 1. – Szőny, 1960. május 27.) Szőny jegyzője és történetírója.

## Élete

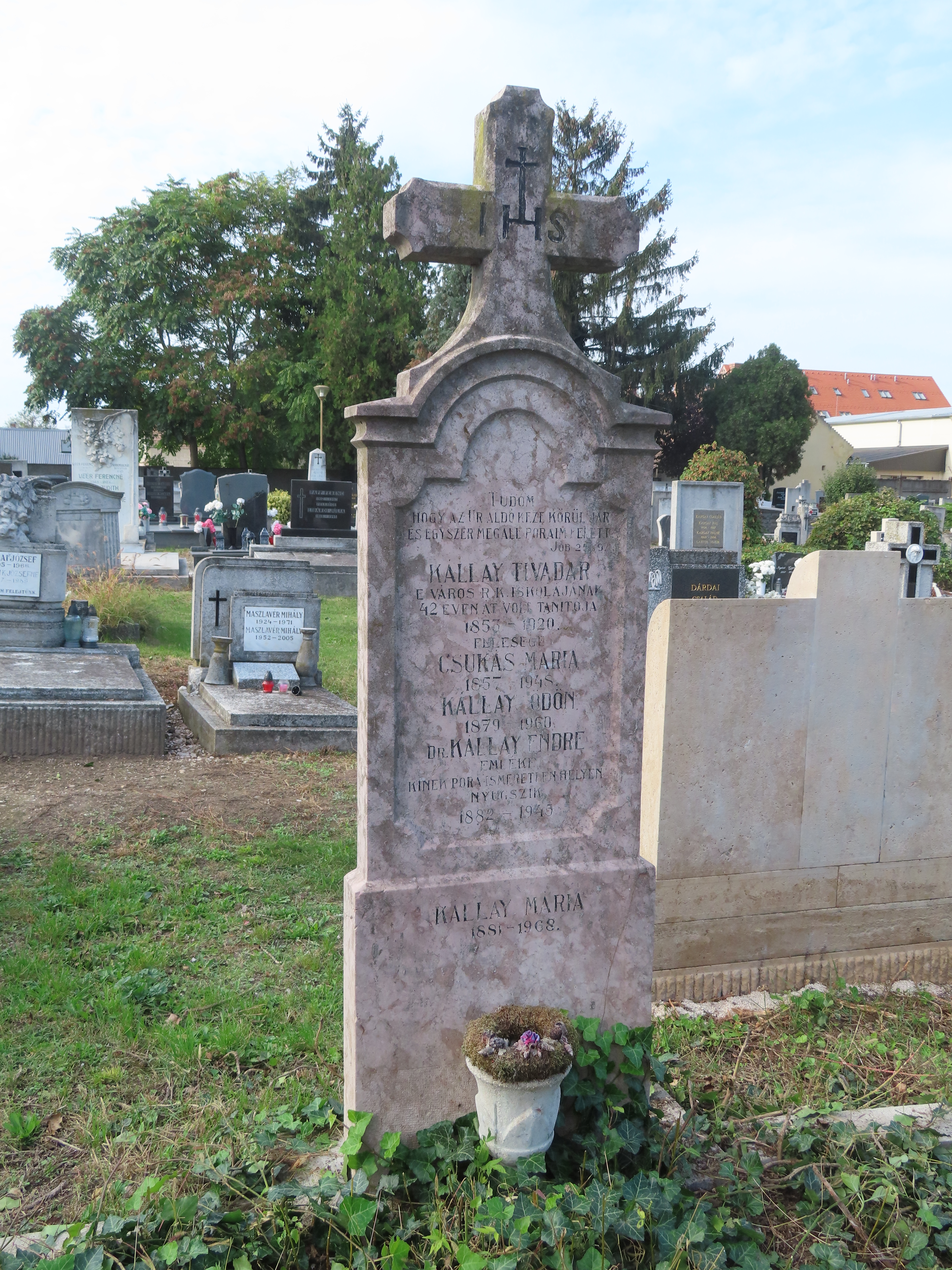
Sírja Komáromban

Kállay Tivadar néptanító és zetényi Csukás Mária gyermekeként született. Tanulmányait az 1889/90-es tanévben a komáromi bencés gimnáziumban kezdte, ahol több éven át ösztöndíjas volt. Családja mellett itt kapta az első inspirációt a régiségek megbecsüléséről, köszönhetően osztályfőnökének, Gyulai Rudolf latin-magyar szakos tanárnak. Tanulmányai befejezte után 1901-től segédjegyző a szőnyi községházán. 1907-től helyettes jegyző, 1913-tól adóügyi jegyző lett. 1941-ben betegsége miatt nyugdíjaztatta magát.
Lakásán római régiségeket tartott. Kezdetben csak magánszorgalomból, az első világháború után azonban Alapy Gáspár komáromi polgármester megbízásából gyűjtötte a régiségeket. Terveik szerint ideiglenesen az új városházán, majd a kultúrpalotában nyert volna elhelyezést a gyűjtemény. Ez azonban nem valósult meg. A gyűjtemény a Nemzeti Múzeumba, majd a tatai Kuny Domokos Múzeumba került.
Az „Adatok Szőny történelméhez" című kézirat 1996-ban nyomtatásban is megjelent. 2007. április 1-jén egykori munkahelye, a régi községháza falán emléktáblát helyeztek el, melyet ifj. Pénzes Imre helyi születésű szobrász készített.

## Művei
- Adatok Szőny történelméhez. Komárom. 1996

## Emlékezete
- Szőnyben 2007-ben állították fel emléktábláját